# Michael Stürmer
Michael Stürmer (* 29. září 1938 Kassel) je německý historik, publicista a vysokoškolský pedagog.
Michael Stürmer vystudoval historii, filosofii a jazyky na Svobodné univerzitě Berlín, London School of Economics and Political Science a na univerzitě v Marburgu.
Od roku 1973 do roku 2003 byl profesorem historie na Friedrich-Alexander-Universität Erlangen-Nürnberg. Byl též hostujícím vyučujícím na řadě zahraničních vysokých škol, např. Harvardově univerzitě, Institute for Advanced Study či na Sorbonně.
V 80. letech byl poradcem Helmuta Kohla ve věcech historie. Působí též jako korespondent německého deníku Die Welt.

## Dílo
- Seznam děl v Souborném katalogu ČR, jejichž autorem nebo tématem je Michael Stürmer
- Die Kunst des Gleichgewichts. Propyläen. - ISBN 3-549-07138-8
- Die Grenzen der Macht. Begegnung der Deutschen mit der Geschichte. Berlin: Siedler, 1990 ISBN 3-88680-134-9
- Das Jahrhundert der Deutschen. München: Goldmann, 2002. - ISBN 3-442-15145-7
- Welt ohne Weltordnung. Wer wird die Erde erben? Murmann, 2006 - ISBN 3-938017-61-9